# Adiatoryks
Adiatoryks (celt. Adiatorix, gr. Ἀδιατόριξ Adiatórix) (zm. 30 p.n.e.) – arcykapłan, tyran Heraklei Pontyjskiej i zapewne tetrarcha Tektosagów od ok. 36 p.n.e. do swej śmierci. Syn Domnilausa, galackiego tetrarchy Tektosagów.
Cyceron w liście (Epistulae ad Familiares II, 12) poinformował, że Adiatoryks był arcykapłanem w r. 50 p.n.e. Zapewne był nim w świątynnym państwie w Pesynuncie. Musiał on z tego powodu być stronnikiem Dejotara, króla Galacji, którego wpływ na niego jest niekwestionowany przez uczonych. Adiatoryks razem z nim należał do stronnictwa triumwira rzymskiego Marka Antoniusza. Ten obdarzył go władzą nad Herakleą Pontyjską oraz być może nad innym terytorium (zapewne ojcowska tetrarchia Tektosagów). Niebawem przed bitwą pod Akcjum w r. 31 p.n.e., Adiatoryks miał dokonać masakry wszystkich Rzymian w Heraklei. Po tej bitwie został przyprowadzony, jako więzień w triumfie Oktawiana. Ten kazał go potem zgładzić razem z jego młodszym synem, jako odpowiedzialnego za dokonanie masakry Rzymian. Jego starszy syn Dyteutos, był później mianowany władcą i arcykapłanem bogini (Enyo-Ma) w Komanie po śmierci Kleona z Gordiukome.